# Алборз
Алборз или Елбурс (на персийски: البرز  ) е планинска верига в северен Иран. Простира се от границата с Азербайджан покрай южната част на Каспийско море до границите с Туркменистан и Афганистан. Представлява естествена климатична и екологична бариера, отделяща Каспийската падина от Иранското плато. Най-високият връх е угасналият вулкан Дамаванд (5670 m).

## Етимология
Според някои предположения името Алборз произлиза от Harā Barazaitī, името на митичната планина в светата книга на зороастрийците Авеста. В средноперсийския език произношението се трансформира в Харборз, а в съвременния персийски става Алборз. Вероятното значение на израза е „висока стража“ или „висок пазител“. Не се знае, кога планинската верига Алборз придобива своето название, но се предполага, че в древността така са наричали големите планински масиви. Името на планината се произнася и като Елбурс, което става причина да се обърква с планината Елбрус в Кавказ. Вероятно приликата между имената не е случайна и произходът на названието Елбрус е същият, като в случая е налице фонетично разместване на звуците (метатеза).

## Планини и върхове
Планинската верига Алборз се простира по цялата северна част на Иран и отделя Каспийската падина (26 m под морско равнище) от Иранското плато. Общата ѝ дължина е около 900 km , а ширината варира до 120 km. Тя се състои от три относително обособени части: западна, централна и източна.
Планините на западната част се наричат Талеш. Те са разположени около югозападния край на Каспийско море и се отделят от централната част на Алборз чрез широката долина на река Сефидруд. Дължината им се оценява на 200 km, ширината е до 32 km. Тук се намират няколко върхове с височина около или малко над 3000 m.
С названието Алборз обикновено се означава централната и най-високата част на веригата, дълга около 400 km и широка до 120 km. В този участък се намира най-високият връх на Иран – угасналият вулкан Дамаванд (5670 m). Няколко рида образуват забележителния масив Тахт-е Солейман. Билото му е с височина над 4000 m на площ над 30 km², а в центъра се намира вторият по височина връх на Алборз – Алам Кух (4850 m).
Източен Алборз е с дължина 300 km и се простира от югоизточния край на Каспийското море до планините Копетдаг на границата с Туркменистан. Ширината му е около 60 – 80 km. Той представлява поредица масиви, най-високият от които е планината Шах Кух (3936 m). В посока североизток и изток височината на билата постепенно намалява. В крайния си източен участък веригата се свързва с Хорасанските планини.
Много от върховете в Алборз нямат имена, а тези, които са назовани, нямат стандартизирани имена – те могат да се различават в зависимост от картата. Понякога цялата верига се нарича планинска система Талеш-Алборз-Хорасан. Включването или изключването на крайните масиви води до нееднозначност при определянето на общата дължина на Алборз. Стойности, които се дават за веригата, варират в широк интервал 500 – 1500 km.
| Карта на централен Алборз                                                              | Върхове:                                 | 1 Алам Кух         |
| -25 до 500 m 500 до 1500 m 1500 до 2500 m 2500 до 3500 m 3500 до 4500 m 4500 до 5610 m | 2 Азад Кух                               | 3 Дамаванд         |
| -25 до 500 m 500 до 1500 m 1500 до 2500 m 2500 до 3500 m 3500 до 4500 m 4500 до 5610 m | 4 До Берар                               | 5 До Хахаран       |
| -25 до 500 m 500 до 1500 m 1500 до 2500 m 2500 до 3500 m 3500 до 4500 m 4500 до 5610 m | 6 Кал'е Гардан                           | 7 Горг             |
| -25 до 500 m 500 до 1500 m 1500 до 2500 m 2500 до 3500 m 3500 до 4500 m 4500 до 5610 m | 8 Холено                                 | 9 Мехр Чал         |
| -25 до 500 m 500 до 1500 m 1500 до 2500 m 2500 до 3500 m 3500 до 4500 m 4500 до 5610 m | 10 Мишине Марг                           | 11 Наз             |
| -25 до 500 m 500 до 1500 m 1500 до 2500 m 2500 до 3500 m 3500 до 4500 m 4500 до 5610 m | 12 Шах Алборз                            | 13 Сиалан          |
| -25 до 500 m 500 до 1500 m 1500 до 2500 m 2500 до 3500 m 3500 до 4500 m 4500 до 5610 m | 14 Точал                                 | 15 Вараващ         |
| -25 до 500 m 500 до 1500 m 1500 до 2500 m 2500 до 3500 m 3500 до 4500 m 4500 до 5610 m | Реки:                                    |                    |
| -25 до 500 m 500 до 1500 m 1500 до 2500 m 2500 до 3500 m 3500 до 4500 m 4500 до 5610 m | 1 Аламут                                 | 2 Чалус            |
| -25 до 500 m 500 до 1500 m 1500 до 2500 m 2500 до 3500 m 3500 до 4500 m 4500 до 5610 m | 3 До Хезар                               | 4 Хараз            |
| -25 до 500 m 500 до 1500 m 1500 до 2500 m 2500 до 3500 m 3500 до 4500 m 4500 до 5610 m | 5 Джайруд                                | 6 Карадж (река)    |
| -25 до 500 m 500 до 1500 m 1500 до 2500 m 2500 до 3500 m 3500 до 4500 m 4500 до 5610 m | 7 Коджур                                 | 8 Лар              |
| -25 до 500 m 500 до 1500 m 1500 до 2500 m 2500 до 3500 m 3500 до 4500 m 4500 до 5610 m | 9 Нур                                    | 10 Сардаб          |
| -25 до 500 m 500 до 1500 m 1500 до 2500 m 2500 до 3500 m 3500 до 4500 m 4500 до 5610 m | 11 Се Хезар                              | 12 Шах Руд         |
| -25 до 500 m 500 до 1500 m 1500 до 2500 m 2500 до 3500 m 3500 до 4500 m 4500 до 5610 m | Градове:                                 | 1 Амол             |
| -25 до 500 m 500 до 1500 m 1500 до 2500 m 2500 до 3500 m 3500 до 4500 m 4500 до 5610 m | 2 Чалус                                  | 3 Карадж           |
| -25 до 500 m 500 до 1500 m 1500 до 2500 m 2500 до 3500 m 3500 до 4500 m 4500 до 5610 m | Други:                                   |                    |
| -25 до 500 m 500 до 1500 m 1500 до 2500 m 2500 до 3500 m 3500 до 4500 m 4500 до 5610 m | D Дизин (курорт)                         | Шемшак (курорт)    |
| -25 до 500 m 500 до 1500 m 1500 до 2500 m 2500 до 3500 m 3500 до 4500 m 4500 до 5610 m | Комплекс Точал                           | Абали (ски център) |
| -25 до 500 m 500 до 1500 m 1500 до 2500 m 2500 до 3500 m 3500 до 4500 m 4500 до 5610 m | E Емамзаде Хашем (гробница, Хараз (път)) | K Кандован (тунел) |
| -25 до 500 m 500 до 1500 m 1500 до 2500 m 2500 до 3500 m 3500 до 4500 m 4500 до 5610 m | * Латиан (язовир)                        | ** Лар (язовир)    |

## Климат
Алборз е естествена климатична преграда, спираща влажните въздушни потоци от Каспийско море. Годишно валежите в подножието на северните склонове на планината са над 1000 mm, като количеството им се увеличава с височината. Климатът по южните склонове е от полупустинен тип. Тук валежите са нередовни и техните средногодишни количества са в интервал 280 – 500 mm.

## Флора и фауна
Разликата в климата на северните и южните склонове на Алборз определя и различната растителна покривка на планината. Северните склонове на централния Алборз са покрити с гъсти широколистни гори, чийто състав се мени с височината – в средната зона преобладава бук, а от 1700 m нагоре до нива, където дефилетата позволяват да премине влажният въздух, расте дъбова гора. В някои защитени долини има масиви от див кипарис. В долината на река Сефид Руд се отглеждат маслини.
Южните склонове са покрити с растителност, характерна за планинските степи. Тук се намират гори от хвойна, но преобладават треви и ниски храсти.
Животинският свят е разнообразен и е известен с някои редки видове. Горите на северните склонове са хабитат на диви котки – персийски леопард, рис, каракал. Те са обитавани от мечки, вълци глигани, сърни, благородни елени. В планината има също муфлони и диви кози. Сред многообразните представители на птиците тук най-много са грабливите видове – орли, соколи, мишелови. 

## Зимни курорти
Височината на планината и снежните зими осигуряват благоприятни условия за упражняване на зимни спортове. Такива възможности са създадени преди всичко в близост до иранската столица Техеран.
- Дизин – най-големият ски курорт на Иран. Намира се на 123 km северно от Техеран.
- Шемшак – втори по големина ирански ски център. Неговите писти са по-стръмни от тези в Дизин и много от тях са предназначени за любителите на свободния стил.
- Комплекс „Точал“ – намира се във Веленджак, северното предградие на Техеран с много посолства и резиденции. Пистите са по склона на планината Точал и до тях се стига с кабинков лифт. Разстоянието между първата и последната станция на лифта е 7500 m, което го прави един от най-дългите в света.[5]
- Абали – малко градче на 75 km от Техеран. Около него се намира най-старият в Иран ски център.
- Дарбандсар – най-новият ски център на около 60 km североизточно от Техеран.

## Природни ресурси
Естествените гори на Алборз заемат площ над 3 000 000 хектара, от които около 1 000 000 хектара могат да се използват като ресурс за дърводобивна промишленост. Планината има залежи на железни и оловно-цинкови руди. Тук се намират няколко въгледобивни мини. Реките са източник за поливното земеделие и водоснабдяването на селищата. На по-големите от тях са построени язовири и водноелектрически централи.